# Лу (муниципалитет)
Лу (итал. Lu) — коммуна в Италии, располагается в регионе Пьемонт, в провинции Алессандрия.
Население составляет 1212 человека (2008 г.), плотность населения составляет 56 чел./км². Занимает площадь 22 км². Почтовый индекс — 15040. Телефонный код — 0131.
Покровителем коммуны почитается святой Валерий, празднование 22 января.

## Демография
Динамика населения:

## Администрация коммуны
- Официальный сайт: http://www.comune.lu.al.it